# Slovenská národná strana
Slovenská národná strana (SNS, dansk: Slovakisk Nationalparti, SNS) er et ultranationalistisk politisk parti i Slovakiet. Partiet karakteriserer sig selv som et nationalistisk parti baseret på både sociale og europæiske kristne værdier.

## Historie
Partiet blev stiftet i december 1989 og opfatter sig selv som en ideologisk arvtager til det historiske parti med samme navn som fandtes fra 1871 to 1938. Partiet erklærer sine tre søjler som: kristne, nationale og sociale.
SNS har været repræsenteret i det slovakiske parlament, Nationalrådet, i årene 1990-2002, 2006-2012, 2016-2020 og igen fra 2023. Det har flere gange indgået i slovakiske koalitionsregeringer.